# Castrum Petrae Roseti
Il Castrum Petrae Roseti (Castello della Pietra di Roseto) è un castello fortificato a difesa della costa dell'Alto Ionio Cosentino,  risalente ad epoca normanna, ricostruito nel Duecento per volontà dell'imperatore e re di Sicilia Federico II di Svevia, rimaneggiato più volte fino al secolo XVI. È sito in Roseto Capo Spulico, a picco sul mare sul Promontorio di Cardone.

## Storia
Il maniero era di importanza strategica nel periodo dei Normanni in quanto segnava la divisione della Contea di Sicilia tra Roberto il Guiscardo e Ruggero, suo fratello. Sorge su un avito monastero basiliano-normanno. Non lontano vi era il piccolo borgo di pietra di Roseto, oggi Roseto Capo Spulico.

## Struttura
Il castello è di forma trapezoidale ed ha tre torri, di cui una merlata e più alta rispetto alle altre. Vi sono ampi saloni di rappresentanza all'interno (visitabili, apprezzabile solo il panorama), ed all'esterno si possono vedere cisterne e scuderie. La struttura attuale non è, però, interamente medioevale : numerosi sono stati i rifacimenti che hanno completato e modificato l'aspetto originale della fortezza.
La struttura attuale non è antecedente al secolo XVI, pur conservando alcune antiche tracce rinvenute nei recenti restauri.
La struttura è attualmente in vendita, visto che è una proprietà privata .

## Lo "scoglio incudine"

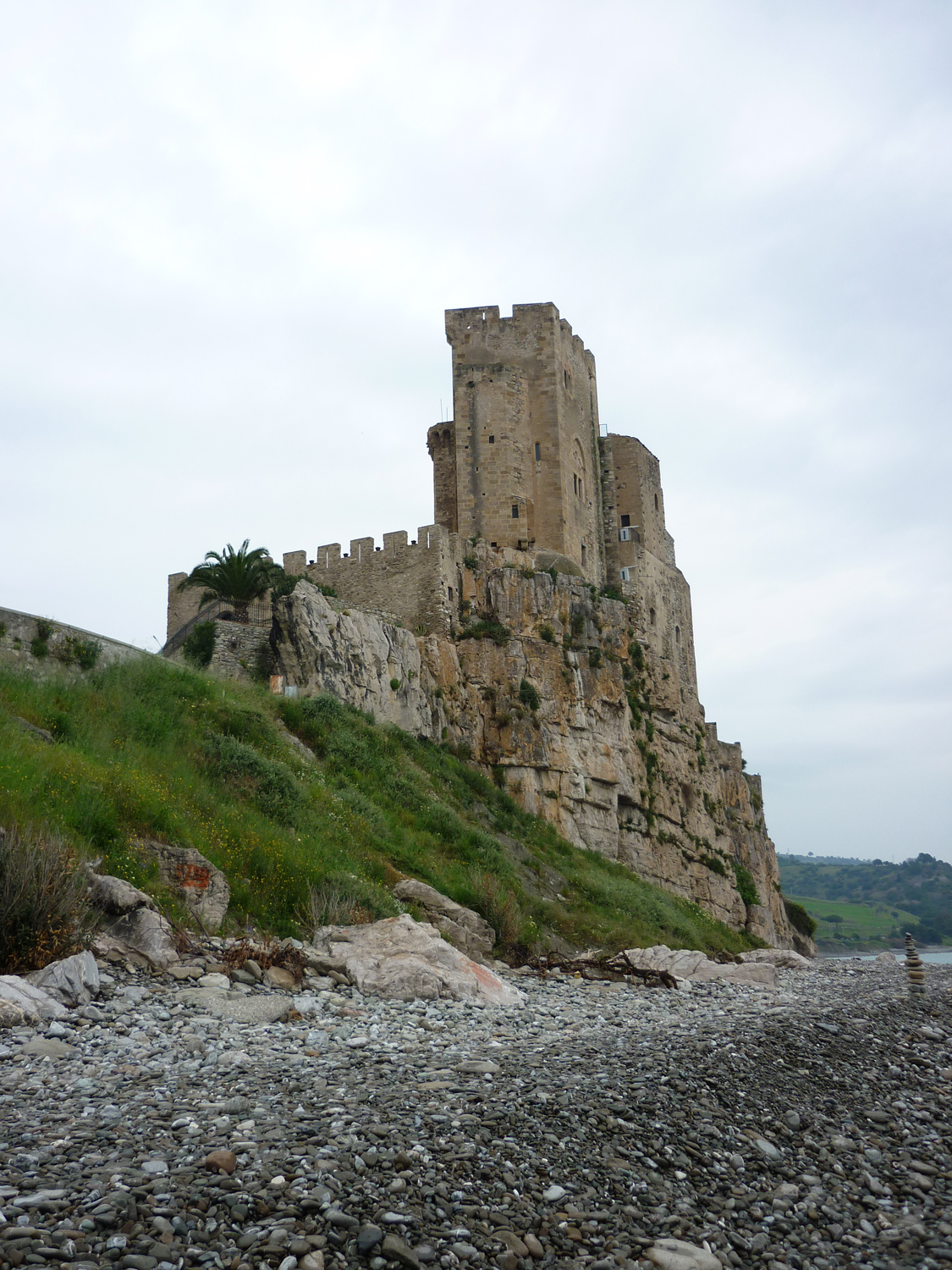
Veduta della fortezza

È un piccolo faraglione caratteristico che si trova in mare, sotto il Castrum Petrae Roseti. È detto anche "pietra dell'incudine".
Una leggenda vuole che, tra il 1204 e il 1253, durante il regno di Federico II, il castello custodisse la Sacra Sindone.